# Studia Etymologica Cracoviensia
Die Studia Etymologica Cracoviensia (SEC) war eine Fachzeitschrift für Etymologie. 
Sie wurde 1996 vom polnischen Turkologen Marek Stachowski begründet und erschien im Verlag der Jagiellonen-Universität Krakau. Die SEC war ihrerzeit die weltweit einzige wissenschaftliche Fachzeitschrift, die sich ausschließlich der Etymologie widmete, also der Wissenschaft von der Herkunft und Geschichte der Wörter. Sie war thematisch für Beiträge zu allen Sprachen und Sprachfamilien offen, die Artikel mussten aber auf Englisch, Deutsch oder Französisch verfasst sein.